# 1998-as férfi kézilabda-Európa-bajnokság
Az 1998-as férfi kézilabda-Európa-bajnokságot Olaszország rendezte május 29. és június 7. között. Bolzano és Merano adott otthont a mérkőzéseknek. A tornát Svédország nyerte. A magyar férfi kézilabda-válogatott a hatodik helyen végzett.

## Lebonyolítás
A 12 csapatot 2 darab, 6 csapatos csoportba sorsolták. A csoportokban körmérkőzések döntötték el a csoportok végeredményét. A csoportokból az első két helyezett jutott tovább az elődöntőbe. A harmadik, negyedik, ötödik és hatodik helyezettek a további helyosztó mérkőzéseken játszhattak.

## Csoportkör
Az időpontok helyi idő szerint (UTC+2) értendők.

### A csoport
| Hely. | Csapat          | M | Gy | D | V | G+  | G–  | Gk  | P | Továbbjutás |
| ----- | --------------- | - | -- | - | - | --- | --- | --- | - | ----------- |
| 1.    | Svédország      | 5 | 4  | 0 | 1 | 130 | 111 | +19 | 8 | Elődöntők   |
| 2.    | Németország     | 5 | 4  | 0 | 1 | 125 | 102 | +23 | 8 | Elődöntők   |
| 3.    | Jugoszlávia     | 5 | 3  | 0 | 2 | 125 | 121 | +4  | 6 | 5. helyért  |
| 4.    | Franciaország   | 5 | 1  | 1 | 3 | 110 | 125 | −15 | 3 | 7. helyért  |
| 5.    | Litvánia        | 5 | 1  | 1 | 3 | 100 | 115 | −15 | 3 | 9. helyért  |
| 6.    | Olaszország (R) | 5 | 1  | 0 | 4 | 106 | 122 | −16 | 2 | 11. helyért |

1. 1 2  Németország 20–21 Svédország
2. 1 2  Franciaország 20–20 Litvánia

| 1998. május 29. 16:00 | Franciaország | 20–20       | Litvánia     | PalaOnda, Bolzano Nézőszám: 1600 Játékvezetők: Gallego, Lamas (ESP) |
| 1998. május 29. 16:00 | Stoecklin 8   | (9–10)      | Vilaniškis 6 | PalaOnda, Bolzano Nézőszám: 1600 Játékvezetők: Gallego, Lamas (ESP) |
| 1998. május 29. 16:00 | 4× 3×         | Jegyzőkönyv | 4× 4×        | PalaOnda, Bolzano Nézőszám: 1600 Játékvezetők: Gallego, Lamas (ESP) |

| 1998. május 29. 18:00 | Németország            | 20–21       | Svédország | PalaOnda, Bolzano Nézőszám: 2900 Játékvezetők: Kalin, Korič (SLO) |
| 1998. május 29. 18:00 | Kretzschmar, Schwalb 5 | (12–10)     | Lövgren 5  | PalaOnda, Bolzano Nézőszám: 2900 Játékvezetők: Kalin, Korič (SLO) |
| 1998. május 29. 18:00 | 6× 3×                  | Jegyzőkönyv | 7× 4×      | PalaOnda, Bolzano Nézőszám: 2900 Játékvezetők: Kalin, Korič (SLO) |

| 1998. május 29. 20:00 | Jugoszlávia | 26–19       | Olaszország           | PalaOnda, Bolzano Nézőszám: 3100 Játékvezetők: Øie, Høgsnes (NOR) |
| 1998. május 29. 20:00 | Peruničić 8 | (13–10)     | Kobilica, Tabanelli 4 | PalaOnda, Bolzano Nézőszám: 3100 Játékvezetők: Øie, Høgsnes (NOR) |
| 1998. május 29. 20:00 | 1× 3×       | Jegyzőkönyv | 1× 4×                 | PalaOnda, Bolzano Nézőszám: 3100 Játékvezetők: Øie, Høgsnes (NOR) |

| 1998. május 30. 16:00 | Svédország      | 25–22       | Franciaország | PalaOnda, Bolzano Nézőszám: 4600 Játékvezetők: Vujnović, Mladinić (CRO) |
| 1998. május 30. 16:00 | három játékos 5 | (13–13)     | Fernandez 6   | PalaOnda, Bolzano Nézőszám: 4600 Játékvezetők: Vujnović, Mladinić (CRO) |
| 1998. május 30. 16:00 | 3× 3×           | Jegyzőkönyv | 2× 3×         | PalaOnda, Bolzano Nézőszám: 4600 Játékvezetők: Vujnović, Mladinić (CRO) |

| 1998. május 30. 18:00 | Litvánia         | 22–30       | Jugoszlávia | PalaOnda, Bolzano Nézőszám: 5000 Játékvezetők: Migas, Bavas (GRE) |
| 1998. május 30. 18:00 | Marcinkevičius 6 | (11–15)     | Škrbić 7    | PalaOnda, Bolzano Nézőszám: 5000 Játékvezetők: Migas, Bavas (GRE) |
| 1998. május 30. 18:00 | 7× 4× 1×         | Jegyzőkönyv | 2× 4×       | PalaOnda, Bolzano Nézőszám: 5000 Játékvezetők: Migas, Bavas (GRE) |

| 1998. május 30. 20:00 | Olaszország | 18–26       | Németország   | PalaOnda, Bolzano Nézőszám: 5600 Játékvezetők: Gallego, Lamas (ESP) |
| 1998. május 30. 20:00 | Fusina 5    | (9–12)      | Kretzschmar 7 | PalaOnda, Bolzano Nézőszám: 5600 Játékvezetők: Gallego, Lamas (ESP) |
| 1998. május 30. 20:00 | 3× 2×       | Jegyzőkönyv | 4× 3×         | PalaOnda, Bolzano Nézőszám: 5600 Játékvezetők: Gallego, Lamas (ESP) |

| 1998. június 1. 16:00 | Litvánia              | 21–27       | Svédország  | PalaOnda, Bolzano Nézőszám: 2900 Játékvezetők: Arnaldsson, Erlingsson (ISL) |
| 1998. június 1. 16:00 | Bučys, Rasikevičius 6 | (9–14)      | Petersson 8 | PalaOnda, Bolzano Nézőszám: 2900 Játékvezetők: Arnaldsson, Erlingsson (ISL) |
| 1998. június 1. 16:00 | 2× 3×                 | Jegyzőkönyv | 2× 3×       | PalaOnda, Bolzano Nézőszám: 2900 Játékvezetők: Arnaldsson, Erlingsson (ISL) |

| 1998. június 1. 18:00 | Jugoszlávia | 22–29       | Németország | PalaOnda, Bolzano Nézőszám: 4700 Játékvezetők: Øie, Høgsnes (NOR) |
| 1998. június 1. 18:00 | Butulija 6  | (11–14)     | Stephan 7   | PalaOnda, Bolzano Nézőszám: 4700 Játékvezetők: Øie, Høgsnes (NOR) |
| 1998. június 1. 18:00 | 2× 2×       | Jegyzőkönyv | 3× 2×       | PalaOnda, Bolzano Nézőszám: 4700 Játékvezetők: Øie, Høgsnes (NOR) |

| 1998. június 1. 20:00 | Franciaország | 23–22       | Olaszország | PalaOnda, Bolzano Nézőszám: 2800 Játékvezetők: Migas, Bavas (GRE) |
| 1998. június 1. 20:00 | Stoecklin 6   | (11–10)     | Schmidt 7   | PalaOnda, Bolzano Nézőszám: 2800 Játékvezetők: Migas, Bavas (GRE) |
| 1998. június 1. 20:00 | 4× 3×         | Jegyzőkönyv | 2× 2×       | PalaOnda, Bolzano Nézőszám: 2800 Játékvezetők: Migas, Bavas (GRE) |

| 1998. június 3. 18:00 | Jugoszlávia | 19–29       | Svédország | Meranarena, Merano Nézőszám: 2500 Játékvezetők: Gallego, Lamas (ESP) |
| 1998. június 3. 18:00 | Butulija 6  | (13–15)     | Lövgren 9  | Meranarena, Merano Nézőszám: 2500 Játékvezetők: Gallego, Lamas (ESP) |
| 1998. június 3. 18:00 | 2× 4×       | Jegyzőkönyv | 4× 3×      | Meranarena, Merano Nézőszám: 2500 Játékvezetők: Gallego, Lamas (ESP) |

| 1998. június 3. 20:00 | Németország            | 30–23       | Franciaország | Meranarena, Merano Nézőszám: 4300 Játékvezetők: Vujnović, Mladinić (CRO) |
| 1998. június 3. 20:00 | Kretzschmar, Stephan 8 | (13–11)     | Stoecklin 4   | Meranarena, Merano Nézőszám: 4300 Játékvezetők: Vujnović, Mladinić (CRO) |
| 1998. június 3. 20:00 | 3× 2×                  | Jegyzőkönyv | 3× 3×         | Meranarena, Merano Nézőszám: 4300 Játékvezetők: Vujnović, Mladinić (CRO) |

| 1998. június 3. 20:00 | Olaszország          | 18–19       | Litvánia    | PalaOnda, Bolzano Nézőszám: 1000 Játékvezetők: Kalin, Korič (SLO) |
| 1998. június 3. 20:00 | Massotti, Tarafino 5 | (10–9)      | Savukynas 5 | PalaOnda, Bolzano Nézőszám: 1000 Játékvezetők: Kalin, Korič (SLO) |
| 1998. június 3. 20:00 | 5× 3×                | Jegyzőkönyv | 5× 2×       | PalaOnda, Bolzano Nézőszám: 1000 Játékvezetők: Kalin, Korič (SLO) |

| 1998. június 4. 18:00 | Franciaország | 22–28       | Jugoszlávia | Meranarena, Merano Nézőszám: 2200 Játékvezetők: Bülow, Lübker (GER) |
| 1998. június 4. 18:00 | Gille 6       | (14–14)     | Maksić 8    | Meranarena, Merano Nézőszám: 2200 Játékvezetők: Bülow, Lübker (GER) |
| 1998. június 4. 18:00 | 3× 3×         | Jegyzőkönyv | 5× 3×       | Meranarena, Merano Nézőszám: 2200 Játékvezetők: Bülow, Lübker (GER) |

| 1998. június 4. 20:00 | Németország | 28–29       | Litvánia    | Meranarena, Merano Nézőszám: 1000 Játékvezetők: Garcia, Moreno (FRA) |
| 1998. június 4. 20:00 | Larsson 8   | (13–12)     | Kobilica 10 | Meranarena, Merano Nézőszám: 1000 Játékvezetők: Garcia, Moreno (FRA) |
| 1998. június 4. 20:00 | 3× 3×       | Jegyzőkönyv | 1× 3×       | Meranarena, Merano Nézőszám: 1000 Játékvezetők: Garcia, Moreno (FRA) |

| 1998. június 4. 20:00 | Svédország | 20–18       | Olaszország     | PalaOnda, Bolzano Nézőszám: 2400 Játékvezetők: Migas, Bavas (GRE) |
| 1998. június 4. 20:00 | Ziercke 5  | (9–5)       | három játékos 4 | PalaOnda, Bolzano Nézőszám: 2400 Játékvezetők: Migas, Bavas (GRE) |
| 1998. június 4. 20:00 | 2× 3×      | Jegyzőkönyv | 5× 3× 1×        | PalaOnda, Bolzano Nézőszám: 2400 Játékvezetők: Migas, Bavas (GRE) |

### B csoport
| Hely. | Csapat        | M | Gy | D | V | G+  | G–  | Gk  | P | Továbbjutás |
| ----- | ------------- | - | -- | - | - | --- | --- | --- | - | ----------- |
| 1.    | Spanyolország | 5 | 4  | 1 | 0 | 135 | 103 | +32 | 9 | Elődöntők   |
| 2.    | Oroszország   | 5 | 3  | 1 | 1 | 127 | 110 | +17 | 7 | Elődöntők   |
| 3.    | Magyarország  | 5 | 3  | 0 | 2 | 121 | 122 | −1  | 6 | 5. helyért  |
| 4.    | Horvátország  | 5 | 2  | 1 | 2 | 117 | 120 | −3  | 5 | 7. helyért  |
| 5.    | Csehország    | 5 | 1  | 0 | 4 | 130 | 132 | −2  | 2 | 9. helyért  |
| 6.    | Macedónia     | 5 | 0  | 1 | 4 | 104 | 147 | −43 | 1 | 11. helyért |

| 1998. május 29. 16:00 | Magyarország | 29–20       | Macedónia  | Meranarena, Merano Nézőszám: 250 Játékvezetők: Masi, Di Piero (ITA) |
| 1998. május 29. 16:00 | Kotormán 7   | (14–7)      | Manaskov 7 | Meranarena, Merano Nézőszám: 250 Játékvezetők: Masi, Di Piero (ITA) |
| 1998. május 29. 16:00 | 2× 3×        | Jegyzőkönyv | 3× 3×      | Meranarena, Merano Nézőszám: 250 Játékvezetők: Masi, Di Piero (ITA) |

| 1998. május 29. 18:00 | Oroszország | 22–21       | Csehország | Meranarena, Merano Játékvezetők: Garcia, Moreno (FRA) |
| 1998. május 29. 18:00 | Filippov 9  | (11–8)      | Tancoš 6   | Meranarena, Merano Játékvezetők: Garcia, Moreno (FRA) |
| 1998. május 29. 18:00 | 5× 2×       | Jegyzőkönyv | 4× 3×      | Meranarena, Merano Játékvezetők: Garcia, Moreno (FRA) |

| 1998. május 29. 20:00 | Horvátország | 18–18       | Spanyolország | Meranarena, Merano Játékvezetők: Bülow, Lübker (GER) |
| 1998. május 29. 20:00 | Saračević 5  | (11–10)     | Lozano 5      | Meranarena, Merano Játékvezetők: Bülow, Lübker (GER) |
| 1998. május 29. 20:00 | 4× 2×        | Jegyzőkönyv | 5× 2×         | Meranarena, Merano Játékvezetők: Bülow, Lübker (GER) |

| 1998. május 31. 16:00 | Csehország | 24–30       | Horvátország | Meranarena, Merano Nézőszám: 700 Játékvezetők: Arnaldsson, Erlingsson (ISL) |
| 1998. május 31. 16:00 | Filip 8    | (14–15)     | Ćavar 11     | Meranarena, Merano Nézőszám: 700 Játékvezetők: Arnaldsson, Erlingsson (ISL) |
| 1998. május 31. 16:00 | 4× 3×      | Jegyzőkönyv | 4× 3×        | Meranarena, Merano Nézőszám: 700 Játékvezetők: Arnaldsson, Erlingsson (ISL) |

| 1998. május 31. 18:00 | Macedónia   | 26–26       | Oroszország | Meranarena, Merano Nézőszám: 1100 Játékvezetők: Bülow, Lübker (GER) |
| 1998. május 31. 18:00 | Manaskov 12 | (10–16)     | Koksharov 8 | Meranarena, Merano Nézőszám: 1100 Játékvezetők: Bülow, Lübker (GER) |
| 1998. május 31. 18:00 | 6× 3×       | Jegyzőkönyv | 4× 3×       | Meranarena, Merano Nézőszám: 1100 Játékvezetők: Bülow, Lübker (GER) |

| 1998. május 31. 20:00 | Spanyolország   | 27–17       | Magyarország | Meranarena, Merano Nézőszám: 1100 Játékvezetők: Øie, Høgsnes (NOR) |
| 1998. május 31. 20:00 | három játékos 4 | (17–3)      | Pásztor 4    | Meranarena, Merano Nézőszám: 1100 Játékvezetők: Øie, Høgsnes (NOR) |
| 1998. május 31. 20:00 | 2× 3×           | Jegyzőkönyv | 4× 3×        | Meranarena, Merano Nézőszám: 1100 Játékvezetők: Øie, Høgsnes (NOR) |

| 1998. június 1. 16:00 | Horvátország | 28–21       | Macedónia           | Meranarena, Merano Nézőszám: 200 Játékvezetők: Garcia, Moreno (FRA) |
| 1998. június 1. 16:00 | Ćavar 8      | (12–10)     | Kotevki, Petreski 5 | Meranarena, Merano Nézőszám: 200 Játékvezetők: Garcia, Moreno (FRA) |
| 1998. június 1. 16:00 | 4× 3× 1×     | Jegyzőkönyv | 2× 3×               | Meranarena, Merano Nézőszám: 200 Játékvezetők: Garcia, Moreno (FRA) |

| 1998. június 1. 18:00 | Magyarország         | 20–23       | Oroszország | Meranarena, Merano Nézőszám: 250 Játékvezetők: Kalin, Korič (SLO) |
| 1998. június 1. 18:00 | Csoknyai, Kotormán 4 | (10–13)     | Voronin 5   | Meranarena, Merano Nézőszám: 250 Játékvezetők: Kalin, Korič (SLO) |
| 1998. június 1. 18:00 | 5× 2×                | Jegyzőkönyv | 4× 3×       | Meranarena, Merano Nézőszám: 250 Játékvezetők: Kalin, Korič (SLO) |

| 1998. június 1. 20:00 | Spanyolország | 35–22       | Csehország | Meranarena, Merano Nézőszám: 400 Játékvezetők: Masi, Piero (ITA) |
| 1998. június 1. 20:00 | Guijosa 12    | (17–9)      | Filip 5    | Meranarena, Merano Nézőszám: 400 Játékvezetők: Masi, Piero (ITA) |
| 1998. június 1. 20:00 | 3× 2×         | Jegyzőkönyv | 4× 3×      | Meranarena, Merano Nézőszám: 400 Játékvezetők: Masi, Piero (ITA) |

| 1998. június 3. 16:00 | Magyarország | 27–25       | Csehország | PalaOnda, Bolzano Nézőszám: 350 Játékvezetők: Bülow, Lübker (GER) |
| 1998. június 3. 16:00 | Pásztor 11   | (13–8)      | Lanča 11   | PalaOnda, Bolzano Nézőszám: 350 Játékvezetők: Bülow, Lübker (GER) |
| 1998. június 3. 16:00 | 7× 3×        | Jegyzőkönyv | 8× 3× 1×   | PalaOnda, Bolzano Nézőszám: 350 Játékvezetők: Bülow, Lübker (GER) |

| 1998. június 3. 16:00 | Macedónia | 19–26       | Spanyolország | Meranarena, Merano Nézőszám: 1200 Játékvezetők: Arnaldsson, Erlingsson (ISL) |
| 1998. június 3. 16:00 | Kotevki 6 | (10–13)     | Ortega 7      | Meranarena, Merano Nézőszám: 1200 Játékvezetők: Arnaldsson, Erlingsson (ISL) |
| 1998. június 3. 16:00 | 2× 4×     | Jegyzőkönyv | 5× 4×         | Meranarena, Merano Nézőszám: 1200 Játékvezetők: Arnaldsson, Erlingsson (ISL) |

| 1998. június 3. 18:00 | Oroszország | 29–14       | Horvátország | PalaOnda, Bolzano Nézőszám: 900 Játékvezetők: Øie, Høgsnes (NOR) |
| 1998. június 3. 18:00 | Koksharov 8 | (12–8)      | Ćavar 5      | PalaOnda, Bolzano Nézőszám: 900 Játékvezetők: Øie, Høgsnes (NOR) |
| 1998. június 3. 18:00 | 5× 3×       | Jegyzőkönyv | 7× 4×        | PalaOnda, Bolzano Nézőszám: 900 Játékvezetők: Øie, Høgsnes (NOR) |

| 1998. június 4. 16:00 | Oroszország | 27–29       | Spanyolország | Meranarena, Merano Nézőszám: 2000 Játékvezetők: Kalin, Korič (SLO) |
| 1998. június 4. 16:00 | Khodkov 7   | (15–11)     | Guijosa 6     | Meranarena, Merano Nézőszám: 2000 Játékvezetők: Kalin, Korič (SLO) |
| 1998. június 4. 16:00 | 5× 3×       | Jegyzőkönyv | 2× 2×         | Meranarena, Merano Nézőszám: 2000 Játékvezetők: Kalin, Korič (SLO) |

| 1998. június 4. 16:00 | Horvátország    | 27–28       | Magyarország | PalaOnda, Bolzano Nézőszám: 300 Játékvezetők: Arnaldsson, Erlingsson (ISL) |
| 1998. június 4. 16:00 | Ćavar, Goluža 6 | (10–13)     | Pásztor 12   | PalaOnda, Bolzano Nézőszám: 300 Játékvezetők: Arnaldsson, Erlingsson (ISL) |
| 1998. június 4. 16:00 | 7× 3× 1×        | Jegyzőkönyv | 8× 3× 1×     | PalaOnda, Bolzano Nézőszám: 300 Játékvezetők: Arnaldsson, Erlingsson (ISL) |

| 1998. június 4. 18:00 | Csehország      | 38–18       | Macedónia  | PalaOnda, Bolzano Nézőszám: 400 Játékvezetők: Masi, Di Piero (ITA) |
| 1998. június 4. 18:00 | Filip, Lanča 10 | (16–12)     | Novokmet 7 | PalaOnda, Bolzano Nézőszám: 400 Játékvezetők: Masi, Di Piero (ITA) |
| 1998. június 4. 18:00 | 4× 3×           | Jegyzőkönyv | 3× 2×      | PalaOnda, Bolzano Nézőszám: 400 Játékvezetők: Masi, Di Piero (ITA) |

## Helyosztók

### A 11. helyért
| 1998. június 6. 14:00 | Olaszország | 27–26 (h. u.)  | Macedónia  | Meranarena, Merano Nézőszám: 1200 Játékvezetők: Garcia, Moreno (FRA) |
| 1998. június 6. 14:00 | Massotti 9  | (11–12, 23–23) | Novokmet 7 | Meranarena, Merano Nézőszám: 1200 Játékvezetők: Garcia, Moreno (FRA) |
| 1998. június 6. 14:00 | 5× 2×       | Jegyzőkönyv    | 3× 3×      | Meranarena, Merano Nézőszám: 1200 Játékvezetők: Garcia, Moreno (FRA) |

### A 9. helyért
| 1998. június 6. 16:00 | Csehország     | 36–38 (h. u.)         | Litvánia  | PalaOnda, Bolzano Nézőszám: 1200 Játékvezetők: Kalin, Korič (SLO) |
| 1998. június 6. 16:00 | Klimčiauskas 9 | (17–14, 30–30, 33–33) | Filip 12  | PalaOnda, Bolzano Nézőszám: 1200 Játékvezetők: Kalin, Korič (SLO) |
| 1998. június 6. 16:00 | 8× 3×          | Jegyzőkönyv           | 10× 4× 2× | PalaOnda, Bolzano Nézőszám: 1200 Játékvezetők: Kalin, Korič (SLO) |

### A 7. helyért
| 1998. június 6. 18:00 | Horvátország | 30–28       | Franciaország | PalaOnda, Bolzano Nézőszám: 1500 Játékvezetők: Migas, Bavas (GRE) |
| 1998. június 6. 18:00 | Fernandez 8  | (16–12)     | Mikulić 10    | PalaOnda, Bolzano Nézőszám: 1500 Játékvezetők: Migas, Bavas (GRE) |
| 1998. június 6. 18:00 | 4× 3×        | Jegyzőkönyv | 3× 3×         | PalaOnda, Bolzano Nézőszám: 1500 Játékvezetők: Migas, Bavas (GRE) |

### Az 5. helyért
| 1998. június 6. 16:00 | Jugoszlávia | 32–24       | Magyarország       | Meranarena, Merano Nézőszám: 2400 Játékvezetők: Gallego, Lamas (ESP) |
| 1998. június 6. 16:00 | Jovanović 9 | (15–12)     | Kertész, Pásztor 6 | Meranarena, Merano Nézőszám: 2400 Játékvezetők: Gallego, Lamas (ESP) |
| 1998. június 6. 16:00 | 3× 3×       | Jegyzőkönyv | 4× 2×              | Meranarena, Merano Nézőszám: 2400 Játékvezetők: Gallego, Lamas (ESP) |

## Egyenes kieséses szakasz

### Ágrajz
|  |               |               |            |               |    |               |               |       |
|  | Elődöntők     | Elődöntők     | Elődöntők  |               |    | Döntő         | Döntő         | Döntő |
|  | Elődöntők     | Elődöntők     | Elődöntők  |               |    | Döntő         | Döntő         | Döntő |
|  | június 6.     |               |            |               |    |               |               |       |
|  |               |               |            |               |    |               |               |       |
|  | Oroszország   | Oroszország   | 24         |               |    |               |               |       |
|  | Oroszország   | Oroszország   | 24         | június 7.     |    |               |               |       |
|  | Svédország    | Svédország    | 27         |               |    |               |               |       |
|  | Svédország    | Svédország    | 27         |               |    | Spanyolország | Spanyolország | 23    |
|  | június 6.     |               |            |               |    | Spanyolország | Spanyolország | 23    |
|  |               |               | Svédország | Svédország    | 25 |               |               |       |
|  | Spanyolország | Spanyolország | Svédország | Svédország    | 25 | 29            |               |       |
|  | Spanyolország | Spanyolország |            |               |    |               |               |       |
|  | Németország   | Németország   | 22         |               |    |               |               |       |
|  | Németország   | Németország   | 22         | Bronzmérkőzés |    |               |               |       |
|  |               |               |            |               |    |               |               |       |
|  | június 7.     |               |            |               |    |               |               |       |
|  |               |               |            |               |    |               |               |       |
|  | Németország   | Németország   | 30         |               |    |               |               |       |
|  | Németország   | Németország   | 30         |               |    |               |               |       |
|  | Oroszország   | Oroszország   | 28         |               |    |               |               |       |
|  | Oroszország   | Oroszország   | 28         |               |    |               |               |       |

### Elődöntők
| 1998. június 6. 18:00 | Spanyolország | 29–22       | Németország | Meranarena, Merano Nézőszám: 4000 Játékvezetők: Arnaldsson, Erlingsson (ISL) |
| 1998. június 6. 18:00 | Ortega 6      | (13–9)      | Stephan 6   | Meranarena, Merano Nézőszám: 4000 Játékvezetők: Arnaldsson, Erlingsson (ISL) |
| 1998. június 6. 18:00 | 4× 3×         | Jegyzőkönyv | 3× 3×       | Meranarena, Merano Nézőszám: 4000 Játékvezetők: Arnaldsson, Erlingsson (ISL) |

| 1998. június 6. 20:00 | Svédország | 27–24       | Oroszország | PalaOnda, Bolzano Nézőszám: 3000 Játékvezetők: Vujnović, Mladinić (CRO) |
| 1998. június 6. 20:00 | Lövgren 9  | (15–14)     | I. Lavrov 6 | PalaOnda, Bolzano Nézőszám: 3000 Játékvezetők: Vujnović, Mladinić (CRO) |
| 1998. június 6. 20:00 | 2× 3×      | Jegyzőkönyv | 2× 3×       | PalaOnda, Bolzano Nézőszám: 3000 Játékvezetők: Vujnović, Mladinić (CRO) |

### Bronzmérkőzés
| 1998. június 7. 14:00 | Németország    | 30–28 (h. u.)  | Oroszország | PalaOnda, Bolzano Nézőszám: 5100 Játékvezetők: Masi, Di Piero (ITA) |
| 1998. június 7. 14:00 | Kretzschmar 10 | (13–14, 25–25) | Koksharov 7 | PalaOnda, Bolzano Nézőszám: 5100 Játékvezetők: Masi, Di Piero (ITA) |
| 1998. június 7. 14:00 | 5× 3×          | Jegyzőkönyv    | 5× 3× 1×    | PalaOnda, Bolzano Nézőszám: 5100 Játékvezetők: Masi, Di Piero (ITA) |

### Döntő
| 1998. június 7. 16:30 | Spanyolország | 23–25       | Svédország           | PalaOnda, Bolzano Nézőszám: 6100 Játékvezetők: Øie, Høgsnes (NOR) |
| 1998. június 7. 16:30 | Xepkin 6      | (9–15)      | Petersson, Vranjes 6 | PalaOnda, Bolzano Nézőszám: 6100 Játékvezetők: Øie, Høgsnes (NOR) |
| 1998. június 7. 16:30 | 2× 5×         | Jegyzőkönyv | 3× 3×                | PalaOnda, Bolzano Nézőszám: 6100 Játékvezetők: Øie, Høgsnes (NOR) |

| Az 1998-as férfi kézilabda-Európa-bajnokság győztese |
| ---------------------------------------------------- |
| · Svédország · 2. cím                                |

## Végeredmény
| Hely. | Csapat          | M | Gy | D | V | G+  | G–  | Gk  | P  |
| ----- | --------------- | - | -- | - | - | --- | --- | --- | -- |
|       | Svédország      | 7 | 6  | 0 | 1 | 182 | 158 | +24 | 12 |
|       | Spanyolország   | 7 | 5  | 1 | 1 | 187 | 150 | +37 | 11 |
|       | Németország     | 7 | 5  | 0 | 2 | 177 | 159 | +18 | 10 |
| 4.    | Oroszország     | 7 | 3  | 1 | 3 | 179 | 167 | +12 | 7  |
|       |                 |   |    |   |   |     |     |     |    |
| 5.    | Jugoszlávia     | 6 | 4  | 0 | 2 | 157 | 145 | +12 | 8  |
| 6.    | Magyarország    | 6 | 3  | 0 | 3 | 145 | 154 | −9  | 6  |
| 7.    | Franciaország   | 6 | 2  | 1 | 3 | 140 | 153 | −13 | 5  |
| 8.    | Horvátország    | 6 | 2  | 1 | 3 | 145 | 150 | −5  | 5  |
| 9.    | Litvánia        | 6 | 2  | 1 | 3 | 138 | 151 | −13 | 5  |
| 10.   | Csehország      | 6 | 1  | 0 | 5 | 166 | 170 | −4  | 2  |
| 11.   | Olaszország (R) | 6 | 2  | 0 | 4 | 133 | 148 | −15 | 4  |
| 12.   | Macedónia       | 6 | 0  | 1 | 5 | 130 | 174 | −44 | 1  |